# His Hand in Mine
His Hand In Mine (с англ. Его рука в моей) — пятый студийный альбом американского певца Элвиса Пресли, ставшей первой долгоиграющей пластинкой певца в жанре госпел. Альбом занял 13-е место в американском хит-параде.
Пресли вырос в набожной семье, и церковные гимны были одной из его любимых музыкальных тем. Его первая пластинка в жанре госпел — мини-альбом «Peace in the Valley» — вышла в 1957 году. После «His Hand In Mine» Пресли записал ещё два альбома (в 1967 и 1972) в том же жанре.
Записанная во время альбомной сессии «Crying In The Chapel» по каким-то причинам не была включена в альбом и вышла в свет лишь в апреле 1965 года (сингл занял 3-е место в США и 1-е в Великобритании).

## Список композиций
1. His Hand In Mine (3:19)
2. I’m Gonna Walk Dem Golden Stairs (1:52)
3. In My Father’s House (2:06)
4. Milky White Way (2:15)
5. Known Only to Him (2:08)
6. I Believe in the Man in the Sky (2:12)
7. Joshua Fit the Battle (2:41)
8. He Knows Just What I Need (2:13)
9. Swing Down Sweet Chariot (2:34)
10. Mansion over the Hilltop (2:57)
11. If We Never Meet Again (1:59)
12. Working on the Building (1:52)
13. It Is No Secret
14. You'll Never Walk Alone
15. Who Am I

- Последние 3 песни включены только в издание 1990 года (на компакт-диске).